# Otaku
Otaku (jap. おたく, オタク, ヲタク) bezeichnet im Japanischen Fans, die ein großes Maß an Zeit für ihre Leidenschaft aufwenden und ihr mit großer Neigung nachgehen. Es wird ähnlich wie die englischen Wörter Nerd oder Geek benutzt.

## Wortursprung
Otaku (お宅) setzt sich aus dem Honorativpräfix o (お) und taku (宅) zusammen. Es bedeutet so viel wie Haus oder Wohnung (einer Person, die nicht zur Familie des Sprechers gehört).
Wie der moderne Gebrauch im Sinn von Fan/Nerd genau entstanden ist, ist nicht eindeutig geklärt und es existieren zahlreiche Theorien. Eine von diesen behauptet, er gehe auf eine Modeerscheinung unter Anime- und Science-Fiction-Fans Anfang der 1980er Jahre zurück. In dem Anime Macross von 1982 verwendete die Protagonistin Lynn Minmay Otaku als Anrede. Die Serie fand großen Anklang und einige ihrer Fans ahmten diese übertrieben höfliche Anrede untereinander nach.

## Wahrnehmung in der japanischen Gesellschaft
Als Bezeichnung für die Fans selbst wurde „Otaku“ wahrscheinlich zuerst von Nakamori Akio in seiner Kolumne Otaku no Kenkyū (Otaku-Forschung) des Magazins Manga Burikko benutzt. (Dieser Gebrauch ist ein Wortspiel: Sagt man dein Buch, heißt das otaku no hon, was man aufgrund der Mehrdeutigkeit der japanischen Grammatik auch als Buch von Otaku deuten kann. Er interpretierte das Wort also nicht als Pronomen, sondern als Namen, mit denen die Fans sich ansprachen.) In der Kolumne beschrieb er den Typus eines männlichen Fans, der zu seinen Lieblingsserien eigene Geschichten oder Mangas verfasst (Dōjinshi), sich als seine Lieblingsfigur verkleidet (siehe auch Cosplay) und sich auf Veranstaltungen wie dem Comic Market (abgekürzt Comiket) mit Gleichgesinnten trifft. Seine Eindrücke von diesen Fans, wie sie ihm auf dem Comiket begegneten, waren überaus negativ; er beschreibt sie als unsportliche Stubenhocker, entweder unter- oder übergewichtig, Brillenträger, wahrscheinlich wenig beliebt in der Schule, und trifft damit die typischen Nerd-Klischees.
Der breiten Masse wurde dieser neue Terminus „Otaku“ vor allem durch den Fall des Serienmörders Miyazaki Tsutomu bekannt, der Ende der 1980er Jahre vier Mädchen im Alter zwischen 4 und 7 Jahren missbraucht und ermordet hat. Er hatte eine riesige Videosammlung (über 5800 Kassetten), war ein regelmäßiger Besucher der Comiket, hat selbst Dōjinshi hergestellt und verkauft und wurde von den Medien daher als Otaku identifiziert. Obwohl das Wort „Otaku“ bisher schon negativ mit „düsterer Stubenhocker“ konnotiert war, verschlechterte sich das Ansehen weiter. Beschreibungen aus dieser Zeit sprechen etwa von Otaku als Menschen „[…] ohne die einfachsten Kommunikationsfähigkeiten, die sich oft in ihre eigene Welt zurückziehen“. Es wurde gar zum Synonym für „potentieller Serienkiller“. Der japanische Nachrichtensender NHK verbot zu dieser Zeit gar die Nutzung des Wortes in seinem Programm.
Die folgende öffentliche Diskussion über Otakus stellte diese lange Zeit überwiegend negativ dar: Otakus seien unfähig, normale zwischenmenschliche Beziehungen zu führen und bezeichneten sich daher statt mit Namen mit der distanzierenden Anrede Otaku. Die Fixierung mancher Otakus auf junge Mädchen (Lolicon), die bei Miyazaki schreckliche Ausmaße angenommen hatte, war ebenso suspekt wie das Interesse vieler Comiket-Besucherinnen an Yaoi-Manga. Aufgrund des Ausmaßes des Otaku-Trends bezeichnete man bald die komplette japanische Jugend als Otaku-Generation. Neben der unterstellten kriminellen Energie der Otaku steht außerdem die Betonung ihrer individuellen Wünsche im Kreuzfeuer der Kritik. Individualismus ist in Japan eher negativ bewertet, und Otakus gelten dementsprechend als ich-bezogen und kindisch.
Erst in den 1990er Jahren begannen Autoren wie Toshio Okada oder Kazuko Nimiya, das Otaku-Phänomen als eine moderne und positive Jugendkultur zu interpretieren und, statt sich auf Ausnahmefälle zu konzentrieren, sich mehr an die Realität anzunähern. Okada ist ein Otaku der ersten Stunde, gehörte zu der Gruppe, die später das Animationsstudio Gainax gründete, und unterrichtete von 1994 bis 1996 an der Universität Tokio sogenannte Otakologie und seine Theorie über Otaku-Kultur. Er befasst sich dabei ausführlich mit den Auswirkungen der neuen Medien auf die Jugendkultur. Nimiya beschäftigt sich in erster Linie mit weiblichen Otaku, die zwar gut die Hälfte aller Besucher der Comiket ausmachen, von der Öffentlichkeit aber häufig ignoriert werden, und widerspricht damit der simplen Vorstellung vom Otaku als männlichen potentiellen Gewalttäter.
Satoru Kikuchi, Dozent an der Universität von Okayama, führte in den Jahren 1998 und 2007 eine Umfrage durch, um die Entwicklung des Ansehens der Otaku genauer zu untersuchen und konnte dabei einen Rückgang der negativen Konnotation feststellen. Für diese Untersuchung befragte er Studenten an der Universität in Tokio und Nagano. Während 1998 noch ganze 62 Prozent aller Befragten ein negatives Bild von den Otaku hatten, waren es 2007 nur noch 41 Prozent.

## Bedeutungserweiterung
Anime und Manga gehören zwar zu den wichtigsten Themen auf dem Comiket, jedoch sind nicht alle Dōjinshi-Manga. Grundsätzlich sind es Fanzines, welche auch Erzählungen, Aufsätze, Interviews, Reviews usw. enthalten können. Dementsprechend sind auf der Comiket eine Vielzahl von ausgefallenen Hobbys vertreten, deren Anhänger man in verschiedene Sorten von Otakus unterscheiden kann. Es gibt z. B. Militär-Otakus (die sich für Uniformen begeistern, entsprechendes Cosplay machen oder am Wochenende im Wald Krieg spielen), PC-Otaku, Fußball-Otakus (meist weibliche Fans von bestimmten Spielern) oder die klassischen Anime-/Manga-Otakus, Idol-Otakus (Fans von Popsängerinnen), SF-Otakus usw. Auch Leute, die nicht auf die Comiket gehen, benutzen das Wort „Otaku“, um sich so zu bezeichnen, z. B. als Fitness-Otakus, Geschichts-Otakus o. Ä. So gebraucht hat es keinerlei negative Konnotationen, man bringt lediglich zum Ausdruck, dass man sich hobbymäßig (d. h. nicht beruflich) mit einem Thema beschäftigt und sich darin hervorragend auskennt.

## Otaku als Zielgruppe und Markt
Für Produzenten und Vermarkter der von Otaku begehrten (Kultur-)Güter gilt die Gruppe als kaufkräftig und auch zahlungsbereit, da darunter viele junge Menschen am Anfang ihres Berufslebens befinden, die für ihr Objekt der Begeisterung viel Geld auszugeben bereit sind. Entsprechend werden in für die Zielgruppe attraktiven beziehungsweise für die zugeschnittenen Medienfranchises auch eine große Zahl an Merchandising, Figuren, Ableger in anderen Medien und ähnliches angeboten. Die Produkte sprechen mindestens einen von drei Aspekten von Otaku-Kultur an: Sammelleidenschaft, Kreativität und Gemeinschaftserlebnisse der Fans. Die Gruppe der Anime- und Manga-Otaku wurde in den 2000er Jahren auf 110.000 bis 400.000 in Japan geschätzt, mit einer Kaufkraft von 20 bis 50 Milliarden Yen.

## Gebrauch im Westen
Die selbsternannten japanischen Otakus des Animestudios Gainax veröffentlichten mit Otaku no Video eine selbstironische Firmengeschichte in Anime-Form, die auch im Westen veröffentlicht wurde. Viele Manga/Anime-Fans übernahmen zunächst die Selbstbezeichnung Otaku in der Bedeutung Anime-Fan, ohne sich über die negativen Konnotationen bewusst zu sein. Mit zeitlicher Verzögerung erreichte die schlechte Presse der Otakus aber auch den Westen, und einige Fans sind davon abgekommen, sich selbst als Otaku zu bezeichnen. Ironischerweise sind Otakus in Japan heute nicht mehr so negativ bewertet, nicht zuletzt dank Meldungen über westliche Fans, die sich stolz selbst Otaku nennen, und dem allgemeinen großen Erfolg von japanischen Comics und Zeichentrickfilmen im Ausland.
Tatsächlich sind die Vorurteile gegenüber Otakus und Nerds nicht so verschieden, jedoch gebrauchen im Westen nur die Fans selbst den Begriff Otaku, und daher fast immer positiv. In Japan wird „Otaku“ sowohl von den Fans wie auch den Kritikern benutzt, also mittlerweile sowohl positiv wie auch negativ.
Im Westen wird Otaku so gut wie immer im Sinne von Manga-/Anime-Otaku verwendet.

## Video-Dokumentationen
- Otaku (1995; Regie: Jean-Jacques Beineix) – in Deutschland bei ACOG als DVD erschienen
- Otaku no Video von Studio Gainax eine Mischung aus Anime über Otaku und Interviews mit Otaku

## Media
- Densha Otoko (2005 Kinofilm und Dorama (japanische Fernsehserie)) – Otaku versucht aus Liebe seinen Lebensstil zu ändern
- Genshiken